# Slnko records
Slnko records je slovenské hudební vydavatelství, které se orientuje na slovenskou alternativní scénu. Vydavatelství od samých počátků vlastní a vede zpěvačka skupiny Longital - Šina.
Mezi skupiny a interprety, které Slnko records vydává či vydal patří např.:
- Ján Boleslav Kladivo
- Katarzia
- Kolowrat
- Longital/Dlhé diely
- Zuzana Homolová
- Živé kvety